# Frauenwahlrecht in Chile
Das Frauenwahlrecht in Chile begann mit den Kommunalwahlen von 1935. Auf Druck von Frauenorganisationen, die bürgerliche und politische Rechte forderten, gewährte die Regierung von Gabriel González Videla 1949 den Frauen das Wahlrecht, verweigerte aber Frauen, die als links-marxistisch eingestuft wurden, die Staatsbürgerschaft und die Möglichkeit zu wählen.
Das Frauenwahlrecht war in Chile ab Ende des 19. Jahrhunderts umstritten. Angesichts dieser Situation schuf der Gesetzgeber den Artikel 40 des Wahlgesetzes, um das Wahlrecht für Frauen zu verbieten. Zu Beginn des 20. Jahrhunderts diskutierten chilenische Intellektuelle und Wissenschaftler über die möglichen Auswirkungen des Frauenwahlrechts auf die Gesellschaft. Einerseits wurde die bildungsmäßige und kulturelle Vorbereitung der Frauen als notwendig erachtet, bevor sie ihre Position als Bürgerinnen einnehmen konnten. Andererseits waren sich die verschiedenen politischen Parteien einig, dass die Natur die Frauen nicht in die Lage versetzt hatte, dieses Recht auszuüben, und delegierten ihre Rolle in den privaten Bereich, da man befürchtete, dass ihre Einmischung in politische Angelegenheiten das häusliche Leben stören könnte. Dies schloss die Unterstützung verschiedener Politiker nicht aus, denn die Partei Partido Conservador war die erste, die 1917 durch den Abgeordneten Luis Undurraga einen Gesetzentwurf für das Frauenwahlrecht in den Kongress einbrachte; während antiklerikale Gruppen, die zu Parteien der linken Mitte gehörten, dieses hypothetische Gesetz negativ bewerteten, da man davon ausging, dass die Frauen den rechten, katholisch erzogenen Flügel unterstützen würden.
Diese anfänglichen Vorstellungen änderten sich durch die Beteiligung von Gruppen, die von Frauen mit dem Ziel gegründet wurden, die Gleichstellung der Geschlechter zu erreichen. Die einflussreichsten Frauenorganisationen waren das Partido Cívico Femenino (1922) unter der Leitung von Ester La Rivera Sanhueza, das Partido Demócrata Femenino (1924), die Unión Femenina de Chile (1928), das Movimiento Pro-Emancipación de las Mujeres de Chile oder MEMCH (1935) unter der anfänglichen Führung von Elena Caffarena  und die Federación Chilena de Instituciones Femeninas, besser bekannt als FECHIF (1944), die nach dem Ersten Nationalen Frauenkongress von Amanda Labarca gegründet und geleitet wurde.

## Hintergrund

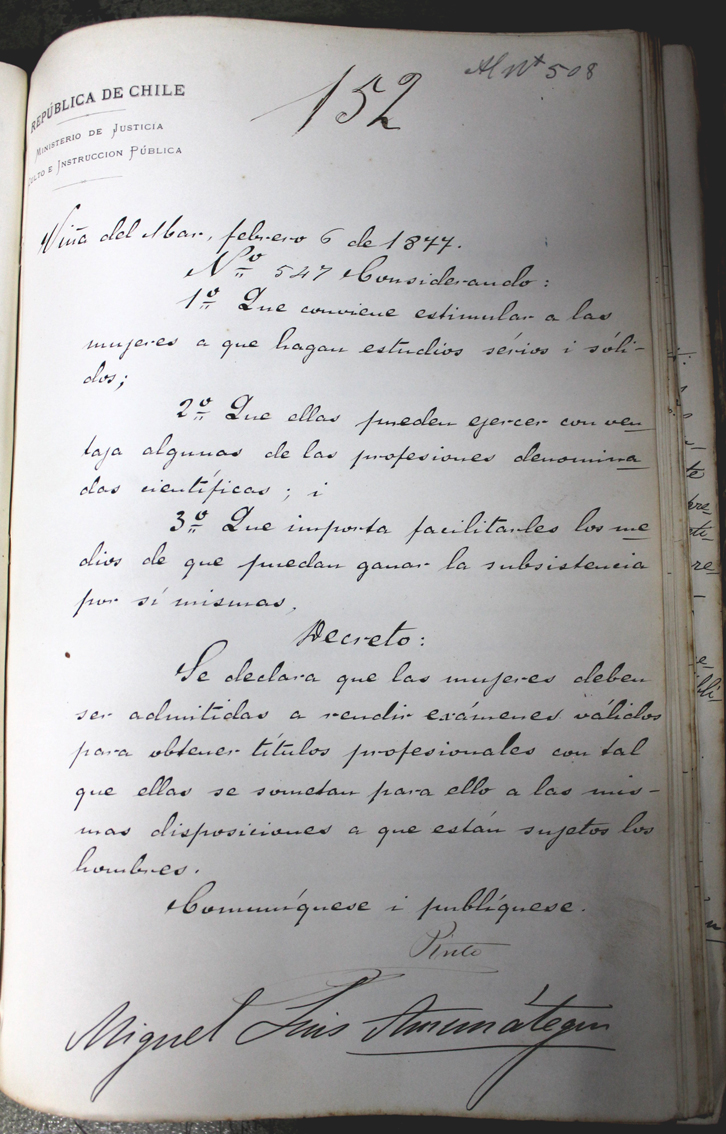
Mit dem Decreto Amunátegui erhielten Frauen 1887 Zugang zur Hochschulbildung

Ausgangspunkt war das Amunátegui-Dekret vom 6. November 1877, das Frauen das Studium an der Universität ermöglichte. Nach und nach traten in verschiedenen Bereichen Pionierinnen auf, die die Unterlegenheit der Frauen erkannten.
Sie begannen, feministische Organisationen zu gründen und zu leiten, die sich für die soziale, politische und zivile Gleichberechtigung der Frauen einsetzen.

## Erste Versuche einer Wahlregistrierung
In San Felipe unternahm 1875 eine Gruppe von Frauen den ersten formellen Versuch, an den Volkswahlen teilzunehmen, indem sie sich in die Wählerverzeichnisse eintragen ließen, mit dem Argument, dass das Gesetz keine Angaben zum Geschlecht der Wahlberechtigten enthielt.
Die Registrierungsstelle von San Felipe beschloss mehrheitlich, die Bürgerin Domitila Silva y Lepe, Witwe eines ehemaligen Gouverneurs derselben Provinz, zu registrieren, da sie die im Wahlgesetz von 1874 festgelegten Voraussetzungen erfüllte, d. h. chilenisch zu sein und lesen und schreiben zu können.
Die Autorin des Buches „Catolicismo, Anticlericalismo y la extensión del sufragio de la Mujer en Chile“, Erika Maza, weist darauf hin, dass sich in Anbetracht der Argumentation der Registrierungsstelle mehr Frauen in anderen Regionen des Landes registrieren ließen. Dies kommt auch in den Arbeiten von Teresa Pereira und Germán Urzúa Valenzuela zum Ausdruck.
Dieser Beweis für den Wunsch nach Partizipation löste eine wichtige Debatte innerhalb der politischen Klasse aus, über die in der damaligen Presse ausführlich berichtet wurde, aber letztendlich wurde den Frauen die Ausübung dieses Rechts im Wahlgesetz von 1884 nicht gestattet.

## Verbot des Frauenwahlrechts durch das Wahlgesetz von 1884
Daher legt das Wahlgesetz vom 9. Januar 1884 in Artikel 40 Nr. 8 fest, dass Frauen nicht registriert werden können, obwohl die notwendigen Voraussetzungen in Artikel 39 festgelegt sind.

## Gesetz Nr. 5357
Im Mai 1931, während der ersten Regierung von Carlos Ibáñez, wurde das Dekret mit der Gesetzeskraft Nr. 320 verabschiedet, das die Eintragung in das kommunale Wählerregister, insbesondere in das Register der zweiten Kategorie, ermöglichte:

„Frauen mit chilenischer Staatsangehörigkeit, die über fünfundzwanzig Jahre alt sind, lesen und schreiben können und Eigentümerinnen von Immobilien sind, die sich in der Gemeinde ihres Wohnsitzes befinden und auf ihren Namen im jeweiligen Rol de Propietarios der Gemeinde eingetragen sind, und die Zahlung des entsprechenden Steuerbeitrags für mindestens zwei Semester unmittelbar vor dem Datum ihrer Eintragung nachweisen“

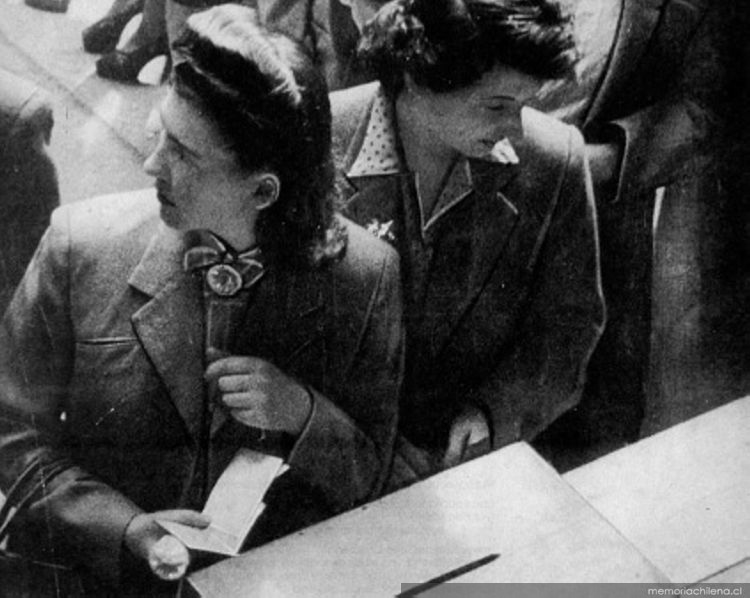
Frauen bei den Kommunalwahlen 1945.

Im Januar 1934 wurde das Gesetz 5.357 verabschiedet, das den Frauen das Wahlrecht nur für die Kommunalwahlen zugestand, auch dank des Einflusses der Unión Femenina de Chile (Frauenvereinigung Chiles). Das Gesetz trat erstmals bei den Wahlen von 1935 in Kraft.
Am 15. Januar 1934 verkündet Präsident Arturo Alessandri Palma das Gesetz Nr. 5357, das Frauen die Teilnahme an Kommunalwahlen erlaubt. Nach demselben Gesetz durften Frauen ebenfalls kandidieren.
Die erste Kommunalwahl, an der die Frauen teilnehmen durften war 1935. Bei dieser ersten Kommunalwahl ließen sich 76.049 der 850.000 potenziellen Wählerinnen zur Wahl registrieren. 98 Kandidatinnen stellten sich zur Wahl und erhielten 2 % der Sitze.

## Erster Vorschlag für ein Gesetz über das allgemeine Wahlrecht

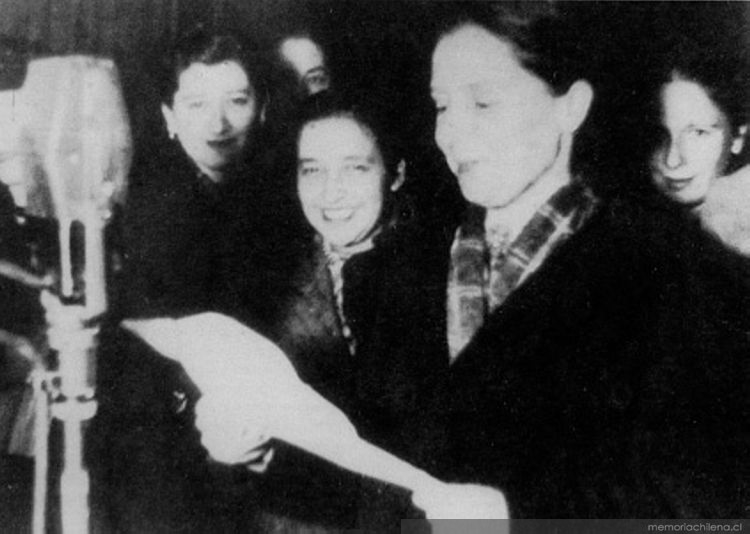
Elena Caffarena war eine der Verfasserinnen des ersten Vorschlags für das allgemeine Wahlrecht in Chile.

1941 schlug die MEMCH einen Entwurf für ein Gesetz über das allgemeine Wahlrecht vor, der von Elena Caffarena (Juristin) und Flor Heredia (Jurastudentin), mit Unterstützung des Präsidenten Pedro Aguirre Cerda. Der Entwurf wurde an den Kongress weitergeleitet, aber wegen des frühen Todes des Präsidenten nicht in Kraft gesetzt. Damit geriet der Gesetzesentwurf ins Stocken.

## Vorschlag der FECHIF
Das Projekt nahm 1944 wieder Fahrt auf, als in Santiago der erste nationale Frauenkongress stattfand, aus dem der chilenische Verband der Fraueninstitutionen (FECHIF) hervorging, eine Organisation, die sich der Systematisierung von Forderungen gegen jegliche Diskriminierung von Frauen widmete, die 51 % der potenziellen Wählerschaft ausmachten.
Die Strategien zur Erlangung des Wahlrechts konzentrierten sich auf die Einwirkung auf die Parlamentarier, und zwar durch die Stärke der Vernetzung zwischen den verschiedenen Frauenorganisationen, die davon überzeugt waren, dass sie über die notwendigen Argumente verfügten, um politische Rechte zu erlangen.
Die FECHIF und der Erste Nationale Frauenkongress waren einflussreich bei der Ausarbeitung von Vorschlägen und der Beeinflussung von Abgeordneten und Senatoren, um den Prozess der Verabschiedung des Frauenwahlrechtsgesetzes zu beschleunigen. Diese Bewegungen erhielten auch Unterstützung von Politikern verschiedener Parteien. Im Jahr 1945 legte eine Gruppe von Senatoren verschiedener Parteien den Gesetzentwurf für das Frauenwahlrecht vor. Zu den Unterzeichnern gehörten Arturo Alessandri, Marmaduque Grove, Salvador Allende und Horacio Walker.
Die Beschleunigung des Prozesses wurde durch Demonstrationen von Frauen beeinflusst, die ihr Wahlrecht ausüben wollten, aber wurde auch als Teil der Maßnahmen der Regierung González Videla verwendet, um einen großen Teil der Bevölkerung zu beschwichtigen, der über die Illegalisierung der kommunistischen Partei verärgert war.
1946 wurde die FECHIF durch den Amtsantritt des radikalen Gabriel González Videla als Präsident stark geschwächt. Die durch den Kalten Krieg verursachten Spannungen und die antikommunistische Haltung des neuen Präsidenten führten zu einem großen Bruch in der FECHIF, als die Delegierten der radikalen Partei ohne absolute Mehrheit und ohne Anwesenheit der MEMCH für den Ausschluss der Aktivisten der Kommunistischen Partei stimmten. Ohne die Kommunisten in der Föderation beschloss die MEMCH, sich aus der Föderation zurückzuziehen, da sie den willkürlichen Ausschluss der Aktivisten missbilligte.
Der FECHIF-Gesetzentwurf entspricht daher nicht dem ursprünglichen MEMCH-Vorschlag.

## Gesetz Nr. 9292
Am 8. Januar 1949 schließlich gewährte Präsident Gabriel González Videla den chilenischen Frauen, die erstmals an den Präsidentschaftswahlen 1952 teilnahmen, die vollen politischen Rechte, verweigerte jedoch denjenigen, die als links-marxistisch eingestuft wurden, die Staatsbürgerschaft und die Möglichkeit zu wählen.
Am 8. Januar 1949 verkündet Präsident Gabriel González Videla das Gesetz Nr. 9292, das Frauen die Teilnahme an den Präsidentschafts- und Parlamentswahlen ermöglicht und das Wahlregister in ein Männer- und ein Frauenwahlregister aufteilt.
Von da an nahm ihre Beteiligung an den Wahlen allmählich zu und erreichte 1970 die Gleichstellung mit den männlichen Wählern.

## Kontroverse über die Streichung der Wählerverzeichnisse
Kommunistische Aktivisten sowie Personen, die einer Beteiligung an der Organisation verdächtigt wurden, wurden durch das Gesetz zur ständigen Verteidigung der Demokratie, besser bekannt als das Ley Maldita, aus dem Wählerverzeichnis gestrichen.
Elena Caffarena, eine führende Persönlichkeit auf dem Gebiet der Frauenrechte, wurde nicht zu den Feierlichkeiten zur Verabschiedung des Frauenwahlrechtsgesetzes eingeladen, und drei Tage nach der Veranstaltung entzog ihr die Regierung die Bürgerrechte. Sie wurde beschuldigt, Kommunistin zu sein und zur Aufwiegelung angestiftet zu haben. Dies war ein willkürlicher Akt, da sie sich nie einer Partei angeschlossen hatte, auch wenn sie mit den Linken sympathisierte.
In jenen Tagen beschloss die Anwältin, ihr ganzes Wissen in den Dienst all derer zu stellen, die von diesem Gesetz verfolgt wurden, das 1958 im Rahmen der Präsidentschaftswahlen aufgehoben werden sollte.